# Нерио I
Нерио (Раньеро) I Аччайоли (? — 25 сентября 1394) — флорентийский аристократ, герцог Афинский.

## Биография
Нерио происходил из знатной и богатой флорентийской фамилии банкиров Аччайоли. Он был сыном Якопо Аччайоли и Бартоломеи Рикасоли. Род Аччайоли финансировал военные походы принца Джованни Гравина, предпринятые им в Греции для восстановления латинской власти в Ахейском княжестве. Принц приобрел права на Ахейю через брак с наследницей княжества, Матильдой де Эно. Его военная экспедиция Джованни имела мало успеха, но неаполитанский король не забыл услуг рода Аччайоли. В 1333 году Джованни уступил права над Ахейей своему юному племяннику, Роберту Тарентскому.
Один из представителей рода, Никколо Аччайоли, отправленный в детстве отцом в Неаполь, служил при королевском дворе. Вскоре он получил дворянство и сан великого сенешаля Неаполя. Никколо был особо доверенным лицом короля Роберта Мудрого и его невестки Екатерины II, титулярной Латинской императрицы. Никколо имел четверых сыновей, и несколько племянников. Он особенно любил своего рано осиротевшего племянника Нерио, сына брата Якопо. Он вызвал его из Флоренции в Неаполь, усыновил его и завещал огромное богатство.
Императрица Екатерина в 1333 году стала регентшей Ахейи при малолетнем сыне Роберте. Екатерина подарила Никколо Аччайоли несколько поместий на Пелопоннесе, и даже сделалась его возлюбленной. Отправившись в Грецию, Никколо помогал Екатерине и её сыну в установлении контроля анжуйцев в Ахейском княжестве. 23 апреля 1358 года Никколо получил от Роберта звание кастеляна Коринфа. Вскоре после этого он передал управление поместьями рода Аччайоли в Греции племяннику Донато Аччайоли, а сам вернулся в Неаполь. Он присутствовал на свадьбе королевы Джованны I Неаполитанской и Людовика Тарентского, а после смерти последнего поддержал королеву в борьбе с Лайошем Венгерским. Никколо был очень образованным человеком, другом и защитником Петрарки и Боккаччо. В 1362 году последний гостил у него в Неаполе.
После смерти Никколо его владения в Греции унаследовал сын Анджело Аччайоли, будущий архиепископ Флоренции. Он отозвал Донато из Греции и доверил управление ахейскими поместьями младшему брату Донато, Нерио. Владения рода увеличились после того, как Нерио купил в 1364 году у ахейской княгини Марии Бурбонской крепости Востицу и Нивелец.
Нерио был женат на Агнессе Сарачени, дочери влиятельного сиенца с Негропонта, которая подарила ему двух дочерей — Бартоломею и Франческу. Кроме того, от любовницы-гречанки Марии Ренди у Нерио был внебрачный сын Антонио.
Нерио развернул войну против Каталонской компании, правившей с 1311 года Афинским герцогством от имени сицилийских принцев. После смерти губернатора Афин, Маттео де Перальта, в среде каталонцев произошли раздоры, и Нерио не преминул этим воспользоваться. Аччайоли захватил город Мегары. Он привлек на свою сторону рыцарей-госпитальеров. После их громких побед влияние каталонцев в Греции значительно ослабло.
Помимо каталонцев, Нерио пришлось вести борьбу с Наваррской компанией, группой наемников, отправленных в Грецию королём Арагона Педро IV Церемонным. Эти воины должны были утвердить в Элладе власть Арагонской династии. Нерио пришлось противостоять им, защищая свои владения. В 1379 году наваррский полководец Хуан де Уртубиа захватил Фивы. Война с наваррцами затянулась на долгие годы. Желая породниться с Марией, дочерью недавно умершего графа Салоны Луиса Фадрике, Аччайоли попросил её руки для своего зятя, Пьетро Сарачено. Но гордая мать Марии, Елена Кантакузина, с презрением отвергла «итальянского выскочку». Нерио не забыл этого оскорбления.
В 1385 году он занял Афины и прогнал оттуда каталонцев. Однако вспышка чумной эпидемии вынудила его оставить город и отступить в Фивы. Тем не менее, Нерио принял титул афинского герцога и сеньора Коринфа. Узнав об этом, король Арагона Педро IV Церемонный пришел в ярость и стал собирать войско для усмирения дерзкого Аччайоли. Но король умер в январе 1387 года, и Нерио Аччайоли мог без опаски продолжать свою борьбу со слабеющими каталонцами.
В том же году Нерио захватил Акрополь после длительной осады, и последний каталонский губернатор Афин, Педро де По сложил свои полномочия. Каталонскому господству в Греции пришел конец, и потомки тех, кто разбил Готье де Бриена на Охроменской долине, бросили свои поместья и бежали за границу.
Развивая успех, Нерио в декабре захватил сеньории Аргос и Навплион, которые недавно были приобретены Венецианской республикой у наследницы, Марии Энгиенской. Издавна эти территории были частью герцогства, и Нерио счел справедливым вернуть их под власть Афин. Взбешенная Венеция проучила врагу Нерио, Педро Суперану, главе Наваррской компании, отобрать у Аччаюоли эти владения. Нерио собирался отдать Аргос и Навплион в приданое за своей дочерью Бартоломеей, вышедшей замуж за морейского деспота Феодора I Палеолога. В сентябре 1389 года Аччайоли встретился с Педро Супераном, собираясь провести с ним мирные переговоры по поводу этих спорных территорий. Но Суперан коварно захватил его в плен, и заточил в замке Листрена. Нерио получил свободу только в обмен на уступки наваррскому союзнику и Венеции. Республика получила Навплион от Аччайоли обратно в июне 1389 года.
Сражаясь за приданое жены, Феодор Морейский успел захватить Аргос. Венецианцы пробовали вернуть его, но предпочли оставить Аргос деспоту, заключив с ним военный договор против общего врага — турок. В качестве компенсации за Аргос, Нерио передал Венеции в залог Мегары. Впоследствии Нерио все же убедил зятя отдать Аргос венецианцам, и получил назад свои Мегары в 1394 году.
Компенсируя утраты, Аччайоли в 1390 году захватил Неопатрию. 29 декабря 1391 года Нерио заключил военный союз с Амадеем, титулярным князем Ахейи против Наваррской компании. Но война так и не состоялась из-за внезапной смерти Амадея.
Его правление в Афинах отмечено веротерпимостью и доброжелательностью к коренному греческому населению. Не имея сильных союзников, герцог решил опереться на коренных жителей, и правил ими мягко, по сравнению с заносчивыми каталонцами. Первый из латинских государей, он разрешил возвратиться в Афины православному архиепископу. Им стал Дорофей, прибывший из Фессалоник. К составлению государственных актов Аччаюоли привлек греческих юристов, Николая Макри и Димитрия Ренди (дочь последнего стала фавориткой герцога). Последние годы его жизни были омрачены обострившейся борьбой с турками, с которыми Наваррская компания заключила союз. В 1394 году турецкие солдаты захватили Салонское графство, и Аччаюоли был вынужден признать себя вассалом турецкого султана и выплачивать ему ежегодную дань. Чтобы противостоять врагам, Аччаюоли сблизился с Венецией.
11 января 1394 года король Неаполя Владислав утвердил его в звании афинского герцога, а также властителя Фив, Коринфа, Мегар и Платей. Через девять месяцев после этого, 25 сентября Нерио I скончался в Афинах. Перед смертью он составил довольно странное завещание. Своей любимой дочери Франческе, супруге пфальцграфа Кефалонии и Закинфа Карло I Токко, Нерио завещал Мегары и Сикион. Второй дочери Бартоломее, жене морейского деспота (1370—1397) он оставил Коринф и велел уплатить его долги в размере 9700 дукатов. Незаконнорожденный сын Антонио получил Фивы и Ливадийский замок. Большие суммы и свою конюшню Акциайоли оставил Парфенону, где он был похоронен. Городом Афинами Нерио завещал управлять латинскому епископу, настоятелю храма Девы Марии в Парфеноне. Православный митрополит Афин не получил никакой власти, поскольку герцог подозревал его в связях с турками. Умирая, Нерио поручил защиту города Венецианской республике. До прибытия венецианских чиновников городом должен был управлять один из душеприказчиков герцога, Маттео де Монтона.